# Alix (Rhône)
Alix ist eine französische Gemeinde mit 772 Einwohnern (Stand: 1. Januar 2022) im Département Rhône in der Region Auvergne-Rhône-Alpes. Sie gehört zum Arrondissement Villefranche-sur-Saône und zum Kanton Val d’Oingt. Die Einwohner heißen Alixois.

## Geographie
Alix liegt etwa 25 Kilometer westnordwestlich von Lyon in der Landschaft Beaujolais. Umgeben wird Alix von den Nachbargemeinden Theizé im Norden, Lachassagne im Nordosten, Marcy im Osten, Charnay im Süden sowie Frontenas im Westen.

## Bevölkerungsentwicklung
| Jahr                       | 1962 | 1968 | 1975 | 1982 | 1990 | 1999 | 2006 | 2012 | 2018 |
| -------------------------- | ---- | ---- | ---- | ---- | ---- | ---- | ---- | ---- | ---- |
| Einwohner                  | 807  | 891  | 842  | 776  | 665  | 690  | 686  | 728  | 768  |
| Quellen: Cassini und INSEE |      |      |      |      |      |      |      |      |      |

## Sehenswürdigkeiten
- Schloss Marzé
- Kirche Saint-Denis

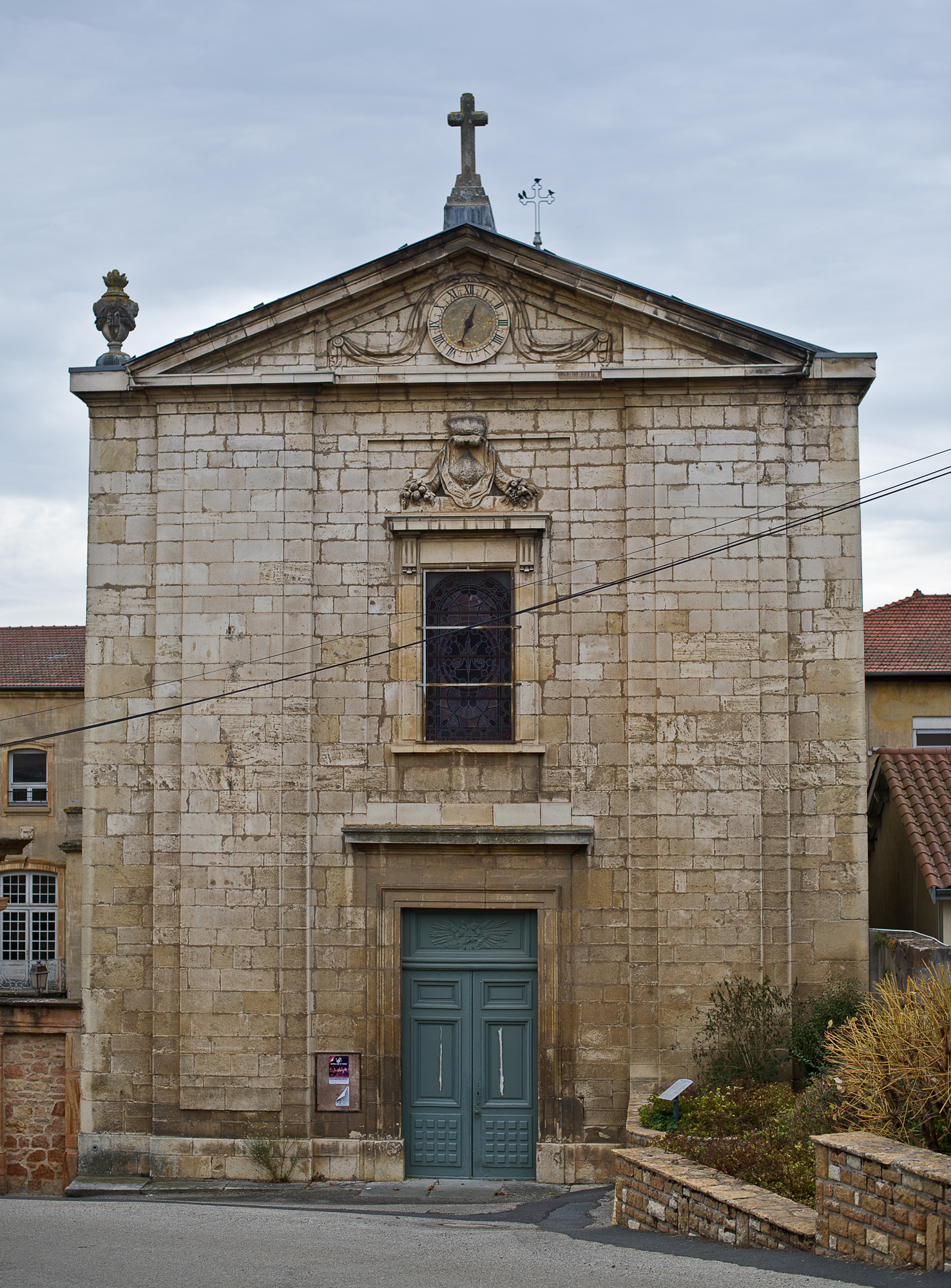
Klosterkapelle

- Kapelle des ehemaligen Klosters aus dem Jahr 1768